# Bel Powley
Isobel Dorothy Powley Booth, detta Bel (Londra, 7 marzo 1992), è un'attrice britannica.
Ha vinto un Gotham Award nel 2015 per la sua interpretazione nel film Diario di una teenager.

## Biografia
Powley è nata nel quartiere Hammersmith di Londra, figlia dell'attore britannico Mark Powley e della direttrice casting Janis Jaffa. Ha frequentato l'Holland Park School.
Nell'ottobre 2023 sposa il collega Douglas Booth

## Carriera
Dal 2007 al 2008 ha interpretato uno dei personaggi principali nella serie televisiva M.I. High - Scuola di spie. È apparsa inoltre in diverse altre produzioni televisive come The Whistleblowers, Little Dorrit, Metropolitan Police e Murderland. In ambito teatrale, nel 2009 Powley ha preso parte nella produzione Tusk Tusk presso il Royal Court Theatre di Londra. Nel 2011 è stata Thomasina nel revival di Arcadia a Broadway. Dallo stesso anno fino al 2012 ha recitato nella produzione Jumpy. Nel 2013 si è unita al cast della serie televisiva Benidorm.
Per quanto riguarda il cinema, nel 2015 ha interpretato la principessa Margaret, contessa di Snowdon nel film Una notte con la regina accanto a Emily Watson e Rupert Everett, in seguito ha vestito i panni della protagonista Minnie Goetze nel film drammatico Diario di una teenager, al fianco di Kristen Wiig e Alexander Skarsgård. Nell'agosto dello stesso anno, la rivista Variety l'ha inclusa tra i 10 attori da tenere d'occhio del 2015, una lista che annualmente cita gli attori emergenti più promettenti dell'anno. A novembre ha conquistato il Gotham Independent Film Award come miglior attrice per la sua interpretazione in Diario di una teenager. Sempre nel 2015 compare in Equals, film in corsa per il Leone d'oro al Festival di Venezia 2015. A maggio 2016 è stata insignita del Trofeo Chopard, annuale premio per attori emergenti di talento, alla 69ª edizione del Festival di Cannes.

## Filmografia

### Cinema
- Side by Side, regia di Arthur Landon (2013)
- Una notte con la regina (A Royal Night Out), regia di Julian Jarrold (2015)
- Diario di una teenager (The Diary of a Teenage Girl), regia di Marielle Heller (2015)
- Equals, regia di Drake Doremus (2015)
- Detour - Fuori controllo (Detour), regia di Christopher Smith (2016)
- Carrie Pilby, regia di Susan Johnson (2016)
- Mary Shelley - Un amore immortale (Mary Shelley), regia di Haifaa al-Mansour (2017)
- Cocaine - La vera storia di White Boy Rick (White Boy Rick), regia di Yann Demange (2018)
- Il re di Staten Island (The King of Staten Island), regia di Judd Apatow (2020)
- Cold Copy, regia di Roxine Helberg (2023)

### Cortometraggi
- The Bill, regia di Stefanos Tai (2011)
- Revolting Rhymes Part Two, regia di Jan Lachauer, Jakob Schuh e Bin-Han To - voce (2016)
- Pipe Dreams, regia di Christabel Jarrold (2017)

### Televisione
- The Whistleblowers - serie TV, episodio 1x05 (2007)
- M.I. High - Scuola di spie (M.I. High) - serie TV, 23 episodi (2007-2008)
- Metropolitan Police (The Bill) - serie TV, episodio 24x76 (2008)
- Little Dorrit - miniserie TV, episodio 1x03 (2008)
- Murderland - serie TV, episodi 1x01-1x02-1x03 (2009)
- Mid Life Christmas, regia di Tony Dow - film TV (2009)
- The Cabin, regia di Brian Trenchard-Smith - film TV (2011)
- Benidorm - serie TV, 6 episodi (2013)
- The Morning Show - serie TV (2019)
- A Small Light – miniserie TV, 8 puntate (2023)
- Masters of the Air - serie TV, 9 puntate (2023)

## Doppiatrici italiane
Nelle versioni in italiano delle opere in cui ha recitato, Bel Powley è stata doppiata da:
- Letizia Ciampa in M.I. High - Scuola di spie, Equals
- Domitilla D'Amico in Una notte con la regina, Carrie Pilby
- Lucrezia Marricchi in Diario di una teenager
- Valentina Perrella in Detour - Fuori controllo
- Erica Necci in Mary Shelley - Un amore immortale
- Chiara Oliviero in Cocaine - La vera storia di White Boy Rick
- Margherita De Risi in Il re di Staten Island
- Sara Ferranti in The Morning Show
- Virginia Brunetti in A Small Light

## Teatro
- Tusk Tusk (2009)
- Arcadia (2011)
- Jumpy (2011-2012)
- Lobby Hero  (2018)

## Riconoscimenti
- 2015 – British Independent Film Awards[15]
  - Candidatura come Miglior esordiente per A Royal Night Out
- 2015 – Gotham Awards
  - Miglior attrice per The Diary of a Teenage Girl
- 2015 – Chicago Film Critics Association Awards[16]
  - Candidatura al Miglior artista promettente per The Diary of a Teenage Girl
- 2015 – Detroit Film Critic Society[17]
  - Candidatura come Miglior attrice per The Diary of a Teenage Girl
  - Candidatura al Miglior arista emergente per The Diary of a Teenage Girl
- 2015 – Florida Film Critics Circle Awards[18]
  - Candidatura al Pauline Kael Breakout Award per The Diary of a Teenage Girl
- 2015 – Kansas City Film Critics Circle Awards[19]
  - Candidatura come Miglior attrice per The Diary of a Teenage Girl
- 2016 – BAFTA Award[20]
  - Candidatura come Miglior stella emergente
- 2016 – Independent Spirit Awards[21]
  - Candidatura come Miglior attrice protagonista per The Diary of a Teenage Girl
- 2016 – Empire Award[22]
  - Candidatura al Miglior debutto femminile per The Diary of a Teenage Girl
- 2016 – Alliance of Women Film Journalists[23]
  - Candidatura alla Miglior performance rivelazione per The Diary of a Teenage Girl
- 2016 – Festival di Cannes
  - Trofeo Chopard, Rivelazione femminile